# Ausschuss für pflanzliche Arzneimittel
Der Ausschuss für pflanzliche Arzneimittel (engl. Committee on Herbal Medicinal Products, kurz HMPC) ist ein Fachgremium der Europäischen Arzneimittel-Agentur (EMA), das auf wissenschaftlicher Basis Monographien für pflanzliche Arzneimittel erstellt.

## Aufgaben
Gegründet wurde der Ausschuss im September 2004 auf Basis der Direktive zur Registrierung traditioneller pflanzlicher Arzneimittel (THMPD) sowie eines Beschlusses des Europäischen Parlaments. 30 Mitglieder mit je einem Stellvertreter werden von den 27 EU-Staaten sowie Norwegen und Island nominiert, weitere bis zu fünf Mitglieder können aufgrund ihrer Expertise in ausgewählten Fachbereichen berufen werden.
Aufgabe des Gremiums ist es, die juristischen und wissenschaftlichen Aspekte pflanzlicher Arzneimittel auf europäischer Ebene zu harmonisieren. Seitens der nationalen Fachgesellschaften gibt es auf derselben Ebene die European Scientific Cooperative on Phytotherapy (ESCOP), die ebenfalls Monographien erstellt.
Bis April 2022 hat das HMPC 166 Monographien final erstellt, weitere sind in Arbeit. Diese sind auf der Homepage der EMA frei abrufbar.
Im August 2015 kündigte die EMA an, zukünftige HMPC-Monographien auch in laienverständlicher Sprache zu verfassen und in allen offiziellen Sprachen der EU anzubieten.